# Nieuw-Caledonische havik
De Nieuw-Caledonische havik (Tachyspiza haplochroa) is een roofvogel uit de familie van de havikachtigen (Accipitridae).

## Verspreiding en leefgebied
De soort is endemisch in Nieuw-Caledonië.

## Status
De grootte van de populatie is in 2007 geschat op 1500-7000 volwassen vogels en dit aantal neemt af. Op de Rode lijst van de IUCN heeft deze soort de status gevoelig.